# Omar Bello
Omar Daniel Bello (Junín, 14 de enero de 1964 - Chivilcoy, 12 de marzo de 2015) fue un periodista y publicista argentino.

## Carrera
En los años ochenta estudió Filosofía y Letras en la Universidad de Buenos Aires. Se destacó por sobre todo por su labor como periodista y director del diario La Verdad, de Junín. También fue colaborador de varias publicaciones de la editorial Perfil.
Su trabajo más importante fue como Presidente de la Agencia Leo Burnett en Argentina. Trabajó para varias cuentas entre ellas Phillips Morris y Hepatalgina. La Agencia Leo Burnett creó campañas internacionales para empresas como Coca Cola, Mc Donald's, Kellogg's con el tigre Tony, Procter & Gamble y Kraft Foods.
Se desempeñó como director de Planeamiento Estratégico de la agencia Savaglio TBWA, y en el año 2000 pasó a ser director de dicha empresa.
También creó la agencia Bello Publicidad.
En 2008, el arzobispo Agustín Radrizzani lo designó director del diario propiedad del arzobispado de Mercedes-Lujan, La Verdad, fundado por monseñor Vicente Peira el 24 de noviembre de 1917.
Durante su gestión el diario La Verdad se ubicó primero en ventas en la región, agotando todos los ejemplares de la tirada y con un volumen de publicidad increíble, algo que no sucedió anteriormente debido a que se trataba de un diario manejado por la iglesia donde no se informaban crímenes ni delitos y se mostraba a la ciudad de Junín como un pueblo tranquilo afín a los intereses de la iglesia local. La llegada de Omar Bello al diario La Verdad se debió a un pedido del intendente Mario Meoni que por ese entonces necesitaba un diario local que pudiera informar a la ciudadanía lo que realmente sucedía. Siete meses después de que Omar Bello dejara su cargo, el diario La Verdad presentó quiebra debido a la falta de publicidad y contenido periodístico. 
En noviembre de 2011, atentaron contra el diario La Verdad;  incenciado la planta impresora lo que impidió la impresión del diario.
Omar Bello escribió notas en el diario Noticias y en el blog La vida es Bello, (en Perfil.com).
En Perfil realizaba comparaciones burlonas entre personajes como «Jorge Porcel Jr. y Máximo Kirchner» o «Militantes y obsecuentes».
Cuando el arzobispo de Buenos Aires, Jorge Bergoglio, fue nombrado papa, en marzo de 2013 Bello publicó una biografía: El verdadero Francisco, en la que afirmaba ser amigo personal y confidente del papa.

## Fallecimiento
El jueves 12 de marzo de 2015, Omar Bello viajaba desde Buenos Aires a Junín en un automóvil Volkswagen Vento. Pasadas las 13:00 h, en el kilómetro 151,9 de la Ruta Nacional 5, 3 km antes de la salida hacia la localidad bonaerense de Chivilcoy, invadió a gran velocidad el carril contrario ―circulaba de Suipacha a Chivilcoy―, para adelantarse a otros automóviles e impactó de frente contra una camioneta Audi A4 de gran porte que circulaba en dirección contraria, donde viajaban una pareja de nuevejulienses, ambos de 60 años, que sufrieron lesiones graves.
A raíz del accidente, el vehículo de Bello quedó volcado, y él sufrió traumatismos graves, especialmente en la cabeza.
Llegaron al lugar bomberos voluntarios de Chivilcoy, oficiales de la Guardia Urbana y paramédicos del servicio de emergencias 107, que en pocos minutos recorrieron en una ambulancia los 11 km que los separaban hasta el Hospital Municipal de Chivilcoy ―en el centro de la ciudad―, a donde Bello llegó muerto.
Dejó una hija de 16 años y un hijo de 11.
Pocas horas después de su fallecimiento, el sitio web TN (del Grupo Clarín) intentó instalar una polémica sospecha al publicar un tuit que hacía seis meses había escrito Omar Bello, en el que denunciaba que importantes funcionarios de su localidad «lo iban a matar en un falso accidente de tránsito».